# Clube Recreativo Desportivo do Libolo
O Clube Recreativo Desportivo do Libolo, também chamado de CRD Libolo, é uma entidade voltada para o desporto em Angola, apresentando as modalidades do futebol, basquetebol, o automobilismo. Está sediado na vila de Calulo, município do Libolo província do Cuanza Sul. Suas Cores são Laranja, Branco e Azul.

## Títulos
| NACIONAIS | NACIONAIS   | NACIONAIS | NACIONAIS               |
| Troféus   | Competições | Títulos   | Temporadas              |
| --------- | ----------- | --------- | ----------------------- |
|           | Girabola    | 4         | 2011, 2012, 2014 e 2015 |

## Participações nas competições da CAF
- Liga dos Campeões da CAF: 4 participações

2010 - Fase preliminar
2011 - Primeira eliminatória
2013 - Fase de grupos
2016 - Segunda eliminatória
- Copa das Confederações da CAF: 1 participação

2009 - Segunda fase

## Plantel actual
- Atualizado a 26 de maio de 2021.